# FC Ramat haScharon
Der Fußballclub Ramat haScharon (hebräisch מועדון כדורגל רמת השרון, Moadon Kaduregel Ramat haScharon) ist ein 2005 gegründeter israelischer Frauenfußballverein aus Ramat haScharon. Die Vereinsfarben sind rot-weiß.

## Geschichte
Der Club startete in seinem Gründungsjahr in der israelischen Frauenfußballliga (Ligat Nashim), stieg 2010 aber in die neu etablierte zweite Liga ab. Als Zweitligameister gelang 2012 die Rückkehr in das Oberhaus. Im folgenden Jahr wurde erstmals das Pokalfinale erreicht, in dem der Club mit 1:7 gegen Maccabi Cholon unterlag. 2016 folgte der erste Meistertitel, der unter anderem durch die 35 Saisontore der kanadisch-jamaikanische Stürmerin Tiffany Cameron gesichert werden konnte. In den folgenden zwei Spielzeiten musste man sich gegen die Konkurrenz des SC Kirjat Gat mit zwei Vizemeisterschaften abfinden. Dafür konnte gegen diesen 2018 das Pokalfinale mit 3:2 gewonnen werden. Den entscheidenden Siegtreffer erzielte die Brasilianerin Tábatha in der Nachspielzeit.
In der Saison 2022/23 gewann Ramat haSharon seinen zweiten Pokaltriumph nach einem 2:1-Finalsieg gegen ASA Tel-Aviv. Zugleich musste der Club in der Meisterschaft den Abstieg in die Zweitklassigkeit als Tabellenvorletzter der Spielzeit hinnehmen.

## Erfolge
| Israelische Meisterschaft | (2×): | 2016, 2020 |
| Israelischer Pokal        | (2×): | 2018, 2023 |

## UEFA Women’s Champions League
| Wettbewerb                            | Runde                  | Gegner                 | Spiel 1 |
| ------------------------------------- | ---------------------- | ---------------------- | ------- |
| UEFA Women’s Champions League 2016/17 | Gruppe 6               | SFK 2000 Sarajewo      | 0:1     |
| UEFA Women’s Champions League 2016/17 | Gruppe 6               | Schytlobud-1 Charkiw   | 1:0     |
| UEFA Women’s Champions League 2016/17 | Gruppe 6               | FK Rīgas Futbola skola | 4:0     |
| UEFA Women’s Champions League 2020/21 | 1. Qualifikationsrunde | SFK 2000 Sarajewo      | 0:4     |

## Bekannte Spielerinnen
- Tiffany Cameron (2015–2016)
- Tábatha (2018–2019)